# ديفيد جونسون (سياسي أمريكي مواليد 1950)
ديفيد جونسون (بالإنجليزية: David Johnson)‏ هو سياسي أمريكي، ولد في 1950 في ويست برانش في الولايات المتحدة. نشط حزبياً في Republican Party of Iowa ‏ والحزب الجمهوري. وقد انتخب عضو مجلس ولاية آيوا (2003 – ) وانتخب عضو مجلس نواب ولاية ايوا (1999 – 2003).

## وصلات خارجية
- الموقع الرسمي